# Општина Журиловка
Општина Журиловка (рум. Comuna Jurilovca) је општина у жупанији Тулча у Румунији. Седиште општине је насеље Журиловка. Према попису из 2021. у општини је живело 3.694 становника. Простире на површини од 299,49 km².

## Становништво
| 1992. | 2002. | 2011. | 2021. |
| ----- | ----- | ----- | ----- |
| 5.528 | 5.184 | 3.935 | 3.694 |

Општина Журиловка је на попису 2021. године имала 3.694 становника, за 241 мање (-6,12%) од претходног пописа 2011. године када је било 3.935 становника. Већину становништва чине Румуни, али значајно су присутни и Липовани.
| Етнички састав према попису из 2021.‍ | Етнички састав према попису из 2021.‍ | Етнички састав према попису из 2021.‍ | Етнички састав према попису из 2021.‍ | Етнички састав према попису из 2021.‍ |
| ------------------------------------ | ------------------------------------ | ------------------------------------ | ------------------------------------ | ------------------------------------ |
|                                      |                                      |                                      |                                      |                                      |
| Румуни                               | Румуни                               |                                      | 1.954                                | 52,90%                               |
| Липовани                             | Липовани                             |                                      | 1.465                                | 39,66%                               |
| Остали                               | Остали                               |                                      | 10                                   | 0,27%                                |
| Непознато                            | Непознато                            |                                      | 265                                  | 7,17%                                |

### Насеља
Општина се састоји из 3 насеља.
| Насеље            | Румунски назив | Број становника | Број становника |
| Насеље            | Румунски назив | 2011.           | 2021.           |
| ----------------- | -------------- | --------------- | --------------- |
| Вишина            |                | 727             | 617             |
| Салчоара          |                | 1.087           | 1.038           |
| Журиловка         |                | 2.121           | 2.039           |
| Општина Журиловка |                | 3.935           | 3.694           |